# Biblioteka „Przeglądu Bezpieczeństwa Wewnętrznego”
Biblioteka „Przeglądu Bezpieczeństwa Wewnętrznego” – seria książek poświęconych kontrwywiadowi oraz innym zagadnieniom związanym ze działalnością służb specjalnych. Prace ukazują się pod patronatem pisma „Przegląd Bezpieczeństwa Wewnętrznego". wydawcami są: Agencja Bezpieczeństwa Wewnętrznego i Centralny Ośrodek Szkolenia im. gen. dyw. Stefana Roweckiego "Grota".

## Książki wydane w serii
- Ochrona informacji niejawnych: poradnik praktyczny dla osób i instytucji przetwarzających informacje niejawne, Warszawa - Emów: Agencja Bezpieczeństwa Wewnętrznego. Centralny Ośrodek Szkolenia im. gen. Stefana Roweckiego "Grota" 2011.
- Współpraca SB MSW PRL z KGB ZSRR w latach 1970-1990: próba bilansu, zespół red. Zbigniew Nawrocki, Warszawa - Emów: Agencja Bezpieczeństwa Wewnętrznego. Centralny Ośrodek Szkolenia im. gen. dyw. Stefana Roweckiego "Grota" 2013.
- Współczesne standardy badań poligraficznych, pod red. Marcina Gołaszewskiego, Warszawa - Emów: Agencja Bezpieczeństwa Wewnętrznego. Centralny Ośrodek Szkolenia im. gen. dyw. Stefana Roweckiego "Grota" 2013.
- Kontrwywiad II RP (1914), 1918-1945, (1948), t. 1, red. Zbigniew Nawrocki, Warszawa - Emów: Agencja Bezpieczeństwa Wewnętrznego. Centralny Ośrodek Szkolenia im. gen. dyw. Stefana Roweckiego "Grota" 2013.
- Leksykon organizacji i ruchów islamistycznych, Warszawa - Emów: Agencja Bezpieczeństwa Wewnętrznego. Centralny Ośrodek Szkolenia im. gen. dyw. Stefana Roweckiego "Grota" 2014.
- Kontrwywiad II RP (1914), 1918-1945, (1948), t. 2, red. Zbigniew Nawrocki, Warszawa - Emów: Agencja Bezpieczeństwa Wewnętrznego. Centralny Ośrodek Szkolenia im. gen. dyw. Stefana Roweckiego "Grota" 2014.
- Kontrwywiad II RP (1914), 1918-1945, (1948), t. 3, red. Zbigniew Nawrocki, Warszawa - Emów: Agencja Bezpieczeństwa Wewnętrznego. Centralny Ośrodek Szkolenia im. gen. dyw. Stefana Roweckiego "Grota" 2014.
- Kontrwywiad II RP (1914), 1918-1945, (1948), t. 4, red. Anna Przyborowska, Warszawa - Emów: Agencja Bezpieczeństwa Wewnętrznego. Centralny Ośrodek Szkolenia im. gen. dyw. Stefana Roweckiego "Grota" 2017.
- Analiza rozwiązań prawnych w zakresie funkcjonowania służb specjalnych w wybranych państwach, Emów: Agencja Bezpieczeństwa Wewnętrznego. Centralny Ośrodek Szkolenia im. gen. dyw. Stefana Roweckiego "Grota" 2017.
- Uprawnienia służb specjalnych z perspektywy współczesnych zagrożeń bezpieczeństwa narodowego: wybrane zagadnienia, praca zbiorowa pod redakcją Piotra Burczaniuka, Warszawa - Emów: Agencja Bezpieczeństwa Wewnętrznego. Centralny Ośrodek Szkolenia im. gen. dyw. Stefana Roweckiego "Grota" 2017.